# Topologia di Krull
La topologia di Krull è la topologia che più spesso viene messa sul gruppo di Galois di un'estensione di campi, in modo da renderlo un gruppo topologico. Nel caso di estensioni di Galois finite, tale topologia è solitamente di poco interesse e coincide con la discreta, per cui essa si rivela particolarmente importante nello studio di estensioni di Galois infinite.

## Definizione
Indicheremo d'ora in poi con {\displaystyle L/K} l'estensione di campi {\displaystyle K\subseteq L} . Diciamo che {\displaystyle L/K}  è di Galois se è un'estensione algebrica normale e separabile, e denotiamo con {\displaystyle Gal(L/K)} il suo gruppo di Galois.
Se {\displaystyle L/K} è di Galois infinita, sia
{\displaystyle {\mathcal {F}}\colon =\lbrace F\quad {\text{campo}}|K\subseteq F\subseteq L\quad {\text{e}}\quad F/K\quad {\text{finita}}\rbrace }
l'insieme delle sottoestensioni finite di {\displaystyle L/K}. 
Possiamo immergere {\displaystyle Gal(L/K)} nel prodotto diretto di gruppi {\textstyle \prod _{F\in {\mathcal {F}}}Gal(F/K)} nel seguente modo: per ogni {\displaystyle F\in {\mathcal {F}}} sia {\displaystyle \pi _{F}\colon Gal(L/K)\to Gal(F/K)} la mappa che porta ogni automorfismo {\displaystyle \sigma \in Gal(L/K)} nella sua restrizione {\displaystyle \sigma |_{F}\in Gal(F/K)}, e sia {\textstyle \rho \colon Gal(L/K)\to \prod _{F\in {\mathcal {F}}}Gal(F/K)} la mappa che porta ogni {\displaystyle \sigma \in Gal(L/K)} nella successione delle sue restrizioni agli {\displaystyle F\in {\mathcal {F}}}, cioè {\textstyle \rho (\sigma )=(\sigma _{F})_{F\in {\mathcal {F}}}}.
Allora, la {\displaystyle \rho } è iniettiva e, per il primo teorema di isomorfismo, la sua immagine è isomorfa a {\displaystyle Gal(L/K)}.
Definiamo ora una topologia come segue:
- su ciascun gruppo {\displaystyle Gal(F/K)} mettiamo la topologia discreta;
- sul prodotto {\textstyle \prod _{F\in {\mathcal {F}}}Gal(F/K)} mettiamo la topologia prodotto;
- sull'immagine di {\displaystyle \rho } contenuta nel prodotto mettiamo la topologia di sottospazio;

- infine, su {\displaystyle Gal(L/K)} mettiamo la topologia indotta da {\displaystyle \rho } come isomorfismo di gruppi, cioè la meno fine topologia che renda {\displaystyle \rho } un omeomorfismo.

La topologia così ottenuta è la topologia di Krull sul gruppo di Galois.

## Una definizione alternativa
La topologia di Krull si definisce, alternativamente, in un modo meno costruttivo e più astratto, tuttavia utile nelle applicazioni.
Sia {\displaystyle {\mathcal {G}}=\lbrace Gal(F/K)|F\in {\mathcal {F}}\rbrace } la famiglia dei gruppi di Galois delle sottoestensioni {\displaystyle F\in {\mathcal {F}}} su {\displaystyle K}, la {\displaystyle {\mathcal {F}}} definita come sopra. Possiamo dotare la {\displaystyle {\mathcal {G}}} di una famiglia di mappe, corrispondenti alle restrizioni degli automorfismi, nel seguente modo: se {\displaystyle F_{1},F_{2}\in {\mathcal {F}}} e {\displaystyle F_{1}\subseteq F_{2}}, allora {\displaystyle {\text{res}}_{F_{1},F_{2}}\colon Gal(F_{2}/K)\to Gal(F_{1}/K)} porta ogni automorfismo {\displaystyle \sigma \in Gal(F_{2}/K)} in {\displaystyle \sigma |_{F_{1}}} la sua restrizione su {\displaystyle F_{1}}. Si noti che tale restrizione è ben definita, perché {\displaystyle F_{1}/K} è un'estensione normale per ipotesi.
La {\displaystyle {\mathcal {G}}}, dotata delle mappe di restrizione così definite, diventa un sistema proiettivo. Anche se finora si è parlato solo di gruppi, i {\displaystyle Gal(F/K)} con {\displaystyle F\in {\mathcal {F}}} sono in realtà gruppi topologici, se su di essi si mette la topologia discreta. Allora, la {\displaystyle {\mathcal {G}}} con le restrizioni è in realtà un sistema proiettivo di gruppi topologici. Il suo limite inverso è un gruppo topologico: come gruppo, si vede essere proprio {\displaystyle Gal(L/K)}. La topologia, limite inverso delle topologie discrete sui {\displaystyle Gal(F/K)\in {\mathcal {G}}}, che risulta posta su {\displaystyle Gal(L/K)} si dice per definizione la topologia di Krull.

## Prime proprietà
Si può dimostrare che {\displaystyle Gal(L/K)} con la topologia di Krull è T2, compatto e totalmente sconnesso. Questi risultati derivano facilmente dall'osservazione che una base è data dalle classi laterali {\displaystyle \sigma _{F}Gal(L/F)} dei nuclei delle {\displaystyle \pi _{F}}.
Altre proprietà importanti sono:
- {\displaystyle Gal(L/K)} è un gruppo topologico con la topologia di Krull, cioè la moltiplicazione e il passaggio all'inversa sono mappe continue;
- un sistema di intorni di {\displaystyle 1_{Gal(L/K)}} è dato dai gruppi {\displaystyle Gal(L/F)};
- per continuità del prodotto, segue che un sistema di intorni {\displaystyle \sigma } è dato dai {\displaystyle \sigma Gal(L/F)} al variare di {\displaystyle F\in {\mathcal {F}}}.